# دیو چارلتون
دیوید ویلیام چارلتون (انگلیسی: David William Charlton؛ زادهٔ ۲۷ اکتبر ۱۹۳۶ در بروتون، یورک‌شر، درگذشتهٔ ۲۴ فوریهٔ ۲۰۱۳ در ژوهانسبورگ) رانندهٔ مسابقات اتومبیل‌رانی فرمول یک اهل آفریقای جنوبی بود که در فصل‌های ۱۹۶۵، ۱۹۶۷ تا ۱۹۶۸ و ۱۹۷۰ تا ۱۹۷۵ در مجموع در چهارده گراند پری شرکت کرد، اما موفق به کسب هیچ امتیازی نشد.
چارلتون در ۲۴ فوریهٔ ۲۰۱۳ در ژوهانسبورگ درگذشت.